# Plaza Mountjoy
La plaza Mountjoy o la plaza Mhuinseo (en irlandés: Cearnóg Mhuinseo; en inglés: Mountjoy Square) es una plaza ajardinada y una de las cinco plazas georgianas que hay en Dublín (Irlanda). Se encuentra en el lado norte de la ciudad, a poco menos de un kilómetro del río Liffey. Planificada y desarrollada en el siglo XVIII por Lucas Gardiner, entonces vizconde Mountjoy, la plaza está rodeada por todos lados por distintos edificios adosados, casas de ladrillo rojo georgiano. La construcción comenzó en la década de 1790 y la obra fue terminada en 1818.
A través de los siglos, en la plaza han vivido algunas de las personas más importantes de Dublín: abogados, clérigos, políticos, escritores y artistas visuales. El escritor James Joyce vivió alrededor de la plaza durante sus años de formación, el dramaturgo Seán O'Casey escribió y ambientó algunas de sus obras más famosas en la plaza mientras vivía allí, W. B. Yeats se alojó allí con su amigo John O'Leary, y más recientemente, gran parte de la película ganadora del Oscar Once se filmó en la plaza.En ella se han celebrado reuniones históricas, como la planificación del Alzamiento de Pascua y algunas de las primeras reuniones de la cámara baja del parlamento irlandés. Destacados líderes unionistas y republicanos irlandeses han compartido la plaza.
Mountjoy puede presumir de ser la única plaza georgiana auténtica de Dublín, ya que cada uno de sus lados tiene exactamente 140 metros de longitud, mientras que los lados norte, este y oeste tienen 18 casas cada uno, el sur tiene 19, lo que refleja cierta variación en el tamaño de las parcelas. Aunque originalmente cada lado estaba numerado individualmente, las casas en la actualidad están numeradas de forma continua en el sentido de las agujas del reloj desde el número 1 en la esquina noroeste. En tanto que sus lados septentrional y meridional son continuos de esquina a esquina, los lados occidental y oriental están dispuestos en tres terrazas, interrumpidas por dos calles laterales, Grenville Street y Gardiner Place al oeste y Fitzgibbon y North Great Charles Street al este. Gardiner Street pasa por el lado oeste de la plaza, mientras que Belvidere Place y Gardiner Lane salen de las esquinas norte y sureste.
Aunque algunos de los edificios originales se arruinaron durante el siglo XX y finalmente fueron demolidos, los nuevos edificios de relleno tenían fachadas de reproducción, por lo que cada lado de la plaza mantiene su apariencia de terraza georgiana uniforme.